# شهرستان ورت (آیووا)
شهرستان ورت، آیووا (به انگلیسی: Worth County, Iowa) شهرستانی در ایالات متحده آمریکا است که در آیووا واقع شده‌است.